# Leucanthemum lithopolitanicum
Leucanthemum lithopolitanicum là một loài thực vật có hoa trong họ Cúc. Loài này được (E.Mayer) Polatschek mô tả khoa học đầu tiên năm 1966.